# Клас Линника I 0
Клас Линника {\displaystyle I_{0}}— одне з центральних понять в арифметиці ймовірнісних розподілів.
Дотримуючись Ю.В.Линника, клас розподілів, які не мають нерозкладних подільників, позначимо через {\displaystyle I_{0}}. Нехай {\displaystyle \mu \in I_{0}}. Тоді, згідно з другою теоремою Хінчина розподіл {\displaystyle \mu \in I_{0}} безмежно подільний, а отже, за формулою Леві характеристична функція {\displaystyle \mu \in I_{0}} може бути представлена у вигляді
{\displaystyle {\hat {\mu }}(s)=\exp \left\{is\beta -\sigma s^{2}+\int \limits _{\mathbb {R} \backslash \{0\}}\left(e^{ixs}-1-{ixs \over 1+x^{2}}\right)dF(x)\right\},}                     (1)
де  {\displaystyle \beta \in \mathbb {R} }, {\displaystyle \sigma \geq 0}, {\displaystyle F} — цілком {\displaystyle \sigma }-скінченна міра, яка задовольняє умові 
{\displaystyle \int \limits _{\mathbb {R} \backslash \{0\}}{x^{2} \over {1+x^{2}}}dF(x)<\infty .}
Міра {\displaystyle F} називається спектральною мірою Леві безмежно подільного розподілу {\displaystyle \mu }.
Центральна проблема арифметики ймовірнісних розподілів полягає в знаходженні умов на {\displaystyle \sigma } та {\displaystyle F}, які є необхідними або достатніми для того, щоб безмежно подільний розподіл {\displaystyle \mu } належав класу {\displaystyle I_{0}}.
Позначимо через {\displaystyle {\mathfrak {L}}} клас безмежно подільних розподілів {\displaystyle \mu }, які мають ту властивість, що спектральна міра Леві {\displaystyle F} в (1) дискретна та зосереджена на множині виду
{\displaystyle \{\mu _{k1}\}_{k=-\infty }^{\infty }\cup \{\mu _{k2}\}_{k=-\infty }^{\infty }},
де {\displaystyle \mu _{k1}>0}, {\displaystyle \mu _{k2}<0}, а числа {\displaystyle \mu _{k+1,r}/\mu _{k,r}}, {\displaystyle r=1,2}, {\displaystyle k=0,\pm 1,\pm 2,\dots }— натуральні, відмінні від 1.

## Теорема Линника про класI0{\displaystyle I_{0}}
Нехай {\displaystyle \mu } — безмежно подільний розподіл та в формулі (1) {\displaystyle \sigma >0}. Якщо {\displaystyle \mu \in I_{0}}, то {\displaystyle \mu \in {\mathfrak {L}}}. [1]
Існують розподіли, що належать класу {\displaystyle {\mathfrak {L}}} і не належать {\displaystyle I_{0}}. Відповідний приклад побудований в роботі А.А. Гольдберга та Й.В. Островського [2]. З іншого боку, при додатковому припущенні про швидке спадання величини {\displaystyle \int \limits _{|x|>y}dF(x)} при {\displaystyle y\rightarrow \infty } приналежність класу {\displaystyle {\mathfrak {L}}} тягне приналежність класу {\displaystyle I_{0}} [3, розділ V].
Наведемо два важливих результати про приналежність класу {\displaystyle I_{0}} узагальненого розподілу Пуассона, тобто безмежно подільного розподілу {\displaystyle \mu }, у якого в (1) {\displaystyle \sigma =0}, а спектральна міра Леві {\displaystyle F} майже скінченна.

## Теорема 1 про приналежність класуI0{\displaystyle I_{0}}узагальненого розподілу Пуассона.
Припустимо, що в (1) {\displaystyle \sigma =0}, спектральна міра Леві {\displaystyle F} цілком скінченна та зосереджена на інтервалі {\displaystyle (a,b)}, де {\displaystyle 0<a<b\leq 2a}. Тоді {\displaystyle \mu \in I_{0}}. [4].

## Теорема 2 про приналежність класуI0{\displaystyle I_{0}}узагальненого розподілу Пуассона.
Припустимо, що в (1) {\displaystyle \sigma =0}, спектральна міра Леві {\displaystyle F} цілком скінченна та зосереджена на множині з незалежними точками. Тоді {\displaystyle \mu \in I_{0}}. [5].

## Властивості класуI0{\displaystyle I_{0}}як підмножини в класі усіх безмежно подільних розподілів.
1. Клас {\displaystyle I_{0}} щільний в слабкій топології в класі усіх безмежно подільних розподілів. [6].
2. Будь-який безмежно подільний розподіл можна представити у вигляді скінченної або нескінченної згортки розподілів, які належать класу {\displaystyle I_{0}}.  [4].